# مادهفاتشاريا
يُعرف مادهفاتشاريا (Madhvacharya) (,(بالسنسكريتية: श्री मध्वाचार्यः Śrī Madhvācāryaḥ)‏) (1238–1317 ميلاديًا) أيضًا باسم بورنا برانجا (Purna Prajna) وأناندا تريثا (Ananda Tirth)، وهو المقترح الرئيسي لفلسفة تاتفافادا (Tattvavāda) أو "فلسفة الواقع"، وهي مشهورةٌ باسم مدرسة دفيتا (Dvaita) (المثنوية) للفلسفة الهندوسية. فلسفة الواقع تلك هي واحدةٌ من أهم ثلاث فلسفات ضمن فلسفات فيدانتا (Vedānta)، وكان مادهفاتشاريا من أهم الفلاسفة أثناء حركة باكتي (Bhakti movement)، فقد كان رائدًا مبتكرًا في كثيرٍ من المجالات، وسار ضد تيار المعتقدات والعادات السائدة، ويُعتَقد أن مادهفاتشاريا هو التجسيد الثالث للرب (Vāyu) فايو (Mukhyaprāṇa).